# ديفيس (ميزوري)
ديفيس هي واحدة من اثني عشر بلدة في مقاطعة كالدويل التابعة لولاية ميزوري في الولايات المتحدة الأمريكية. في تعداد الولايات المتحدة 2000 كان عدد سكانها 1,296 نسمة.
تحمل بلدة ديفيس اسم المستوطنين الرواد جون ت. وصامويل د. ديفيس.

## الجغرافيا
تغطي بلدة ديفيس مساحة تقدر ب35.54 ميل مربع (92.0 كـم2) وتحتوي على مستوطنة مدمجة واحدة هي بريمر.

## النقل
تحتوي بلدة ديفيس على مطار أو موقع هبوط واحد.

## وصلات خارجية
- US-Counties.com
- City-Data.com